# Josef Jacober

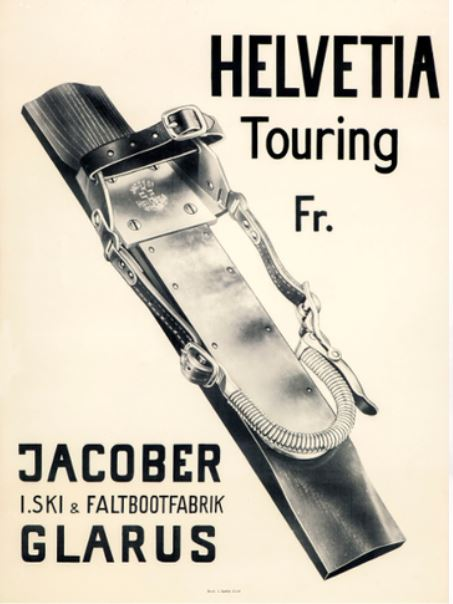
Jacober Ski und Bindung (1935)

Josef Jacober (* 16. September 1855 in Glarus; † 10. September 1934 ebenda) war ein Schweizer Skifabrikant.

## Biografie
Jacober wurde zunächst Sattlermeister und gründete die erste Skifabrik der Schweiz, die lange Zeit auch die grösste war. Er war zunächst Lieferant von Melchior Jakober, der ab 1893 in Glarus als einer der ersten Handwerker in der Schweiz Ski herstellte. In Glarus wurde 1893 der erste Skiklub der Schweiz gegründet. Ab 1896 produzierte Josef Jacober selber Ski mit dem Namen „Gotthardsoldat“. Eine der ersten grossen Lieferungen erfolgte an ein Alpini-Regiment in Italien.
Im Jahre 1903 erhielt Jacober das erste Schweizer Patent für eine Skibindung. 1908 bezog die Skifabrik Jacober zwei grosse Gebäude der ehemaligen Zeugdruckerei Schuler & Heer in Glarus. Als Rohstoff für die Skiproduktion wurde Hickory-Holz aus Nordamerika verwendet. Ein grosser Teil der Produktion wurde vor allem in die anderen Alpenländer aber auch bis nach Chile und Japan verkauft. Die Jahresproduktion lag im ersten Viertel des 20. Jahrhunderts bei 10000–15000 Paar Ski. 1962 wurde die Skifabrikation in Glarus eingestellt.